# Vol Cubana de Aviación 9646
Le 3 septembre 1989, le vol Cubana de Aviación 9646, un vol charter assuré par un Iliouchine Il-62 de la compagnie cubaine Cubana entre La Havane et Cologne, avec une escale prévue à Milan, s’écrase peu après son décollage de l'aéroport international José-Martí, tuant 150 personnes, dont 24 habitants d’un quartier situé près de l'aéroport José-Martí de la capitale cubaine. C’est le pire désastre aérien de l’histoire de l’aviation civile de Cuba.

## Équipage
Le commandant de bord du vol 9646 était Armando Oliveros Arguelles (50 ans), qui totalisait 12 790 heures de vol à son actif, dont 6 487 heures sur Il-62M. Le copilote était Miguel Ruiz Ravelo (40 ans), avec 7 559 heures de vol, dont 2 872 heures sur Il-62M. Le navigateur radio, Tomas Estrada Garcia (55 ans), totalisait 17 675 heures de vol, dont 6 917 sur Il-62M. Il y avait deux mécaniciens navigant à bord : Fernando Diaz de los Arcos (45 ans) totalisait 11 554 heures de vol, dont 5 191 heures sur Il-62M ; tandis que Luis Herrera Altuna (42 ans) totalisait 1 249 heures de vol.

## Déroulement des faits
Le vol 9646 a décollé sous des pluies diluviennes et des rafales de vent de 48 à 80 km/h. L'équipage a rétracté les volets de leur position initiale de 30° à 15°, dans une tentative de gagner de la vitesse, mais cette action a réduit la capacité des ailes à fournir de la portance. 
L'avion a ensuite grimpé jusqu'à environ 174 pieds d'altitude (53 m), où il a été frappé par une rafale descendante qui a amené l'appareil à heurter l'extrémité de la piste, ainsi qu'une installation ILS en fin de piste, avant de s'écraser dans une zone résidentielle, environ une minute après le décollage. 
Les 115 passagers, principalement des touristes italiens, et les 11 membres d'équipage à bord ont péri dans l'accident. Vingt-quatre autres personnes au sol sont également décédées lors l'accident. Dans un premier temps, un des passagers a survécu à l'accident. Il a vécu neuf jours à l'hôpital, mais a finalement succombé à ses blessures.

## Causes
Les enquêteurs ont attribué le crash du vol 9646 à la décision de l'équipage de ne pas avoir annulé le décollage, malgré la détérioration brutale des conditions météorologiques dans la zone de l'aéroport. Les pilotes ont également sous-estimé les risques liés au décollage et a mal évalué les performances de l'avion par mauvais temps. 